# Dialogue des langues
Pour les articles homonymes, voir Dialogue (homonymie).
Le Dialogue des langues (Dialogo delle lingue) est un essai de Sperone Speroni paru en 1542, en même temps que ses autres Dialogues. Présenté sous la forme d'un dialogue poli entre plusieurs contradicteurs, il s'inscrit dans le débat sur la « question de la langue » en Italie et plus généralement en Europe.

## La question de la langue
Le débat sur la questione della lingua (it) est initié par Dante Alighieri dans son De vulgari eloquentia. Il s'agit de savoir quelle devait être la langue utilisée en Italie pour la prose, la poésie, la vie à la cour et la vie de tous les jours. Ce débat a son maximum d'intensité au XVIe siècle et se poursuit pendant longtemps en Italie, le pays n'étant unifié que dans la seconde moitié du XIXe siècle et de nombreux dialectes y étant donc très vifs.
Sperone Speroni, dans son dialogue des langues, concentre le débat sur la langue à utiliser à l'université, en particulier pour « philosopher », opposant le « vulgaire » (en fait, le toscan) aux langues savantes, le grec et le latin. Joachim du Bellay reprit à la lettre des passages du Dialogue des langues dans sa Défense et illustration de la langue française écrit en 1549.

## Le dialogue
Nous connaissons la position de Sperone Speroni sur la langue à utiliser à l'université par le témoignage de Bernardino Tomitano : « J'étais, et resterai toujours, d'avis qu'on n'y prononçât d'autre leçon qui ne fût en langue vulgaire ; ce qui m'a conduit à penser et me persuader que nous commettrions une très grosse erreur si nous agissions autrement, et nous imaginions pouvoir prononcer des leçons en grec et en latin avec la même autorité et la même maîtrise que notre très-docte messire Lazare à l'université. » Néanmoins, il ne dit pas dans son dialogue quel contradicteur a raison et lequel a tort, laissant le lecteur juger par lui-même. 
Participent au dialogue des contemporains de Sperone Speroni ainsi que des inconnus :
- Bembo (Pietro Bembo) ;
- Lazaro (Lazaro Buonamici) ;
- un courtisan ;
- un écolier.

L'écolier raconte un second dialogue, entre :
- Lascaris (Janus Lascaris) ;
- Petit-Pierre (Pietro Pomponazzi).